# 运河街 (新奥尔良)

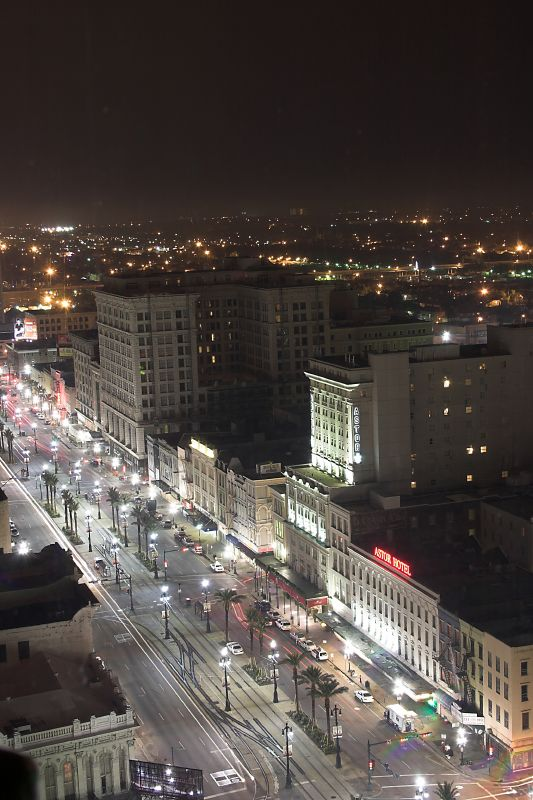
运河街

运河街（Canal Street）是新奥尔良的一条主要街道，双向六车道，中间为有轨电车轨道。运河街为该市最古老的街区法国区与较新的美国区（今中央商务区）之间的边界。运河街的一端止于密西西比河，有运河街轮渡通往隔河相望的阿尔及尔区。另一端是市中心的公墓。 
运河街得名于一条计划中连接密西西比河与刚果广场的运河，不过此计划从未得到实施。
运河街是美国最宽的“街”，而不是大道。
一个多世纪以来，运河街是大新奥尔良的主要购物区，集中许多百货公司。剧场和电影院集中在壁垒街（Rampart Street）路口。世界上第一个专门以放映电影盈利为目的的电影院 "Vitascope Hall"于1896年建于运河街。1960年代末到1980年代中期，随着零售业离开市中心的全国性趋势，以及区域经济衰退，运河街逐渐失去区域首要购物中心的地位，有点迟于其他大多数美国主要城市的主要街道购物区。现在，运河街已经很少有高档零售业。
运河街仍然是该市的大众捷运系统枢纽。